# Park Choong-hoon
Park Choong-hoon (sinh ngày, 19 tháng 1 năm 1919 - 16 tháng 3 năm 2001), là nhà quân sự Hàn Quốc, doanh nhân, quan chức chính phủ hàn quốc, chính trị gia. Nơi sinh của ông là một quận Jeolla Nam, Jeju.Năm 1980 ông là Thủ tướng Chính phủ và quyền tổng thống hàn quốc, Thủ tướng Chính phủ trong danh tính của quyền tổng thống. Ông làm quyền tổng thống hàn quốc từ ngày 16 tháng 8 năm 1980 tới ngày 1 tháng 9 năm 1980.